# Epinephelus guttatus
El mero colorado (Epinephelus guttatus), también llamado en algunos sitios arigua, cabrilla colorada, mero, parra, sofía o tofia, es una especie de peces de la familia Serranidae en el orden de los Perciformes.

## Morfología
Los machos pueden llegar alcanzar los 76 cm de longitud total.

## Distribución geográfica
Se encuentra en el  Atlántico occidental.